# Alpenstadt Bludenz
Die Alpenstadt Bludenz ist ein Schiff der Vorarlberg Lines-Bodenseeschifffahrt (VBL) mit Heimathafen Bregenz.

## Geschichte

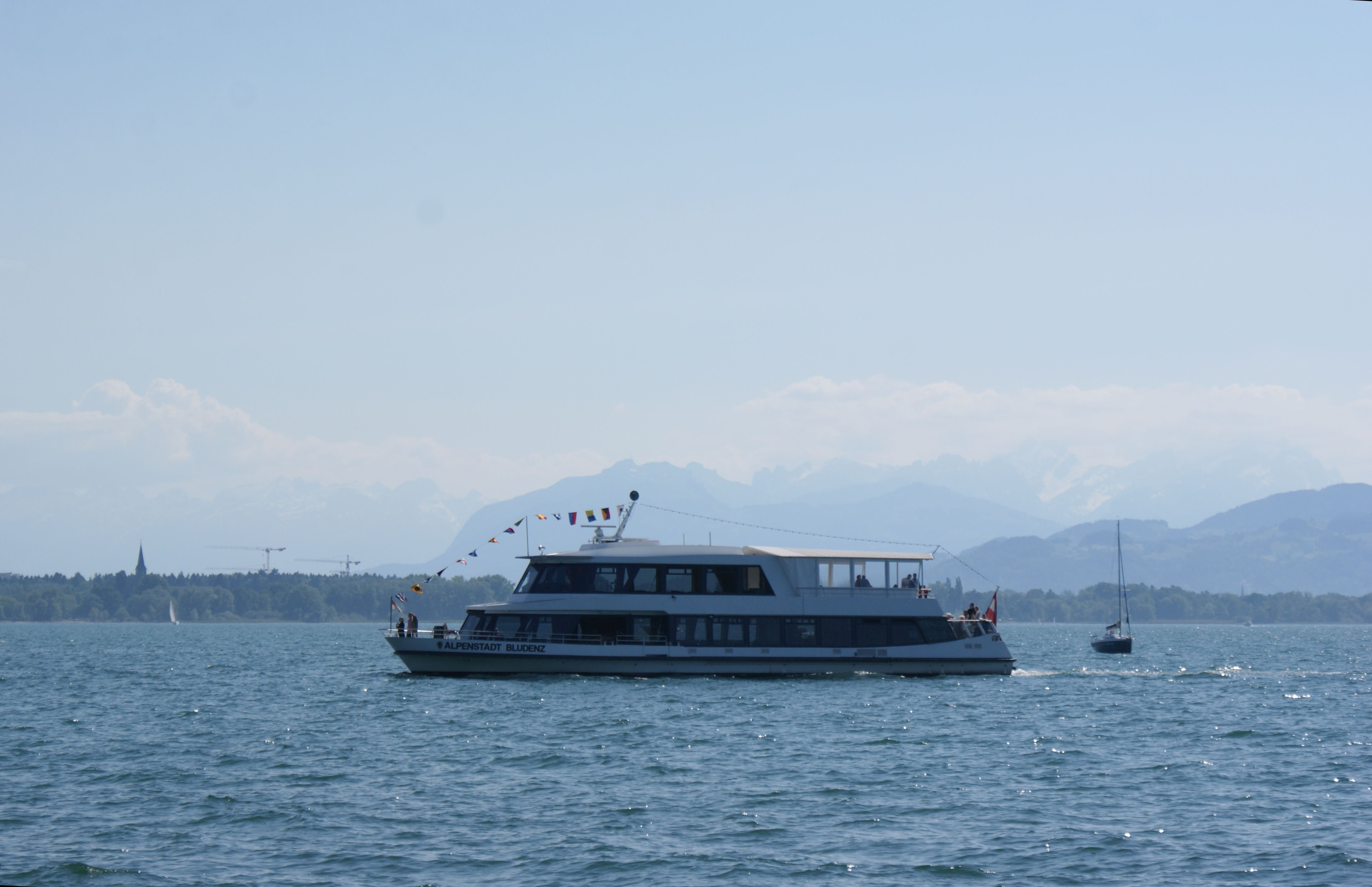
Die Alpenstadt Buldenz. vor Lochau

Die Bodan 1073 wurde von der Bodan-Werft in Kressbronn als Musterschiff für einen neuen Schiffstyp gebaut, um im Jahr 2004 mangels Aufträge Kurzarbeit zu vermeiden. Es war das 1073. von der Bodan-Werft gebaute Schiff. Im Jahr 2005 wurde es von der Bodan-Werft für Sonder- und Charterfahrten eingesetzt.
Im Frühjahr 2006 wurde sie im Rahmen eines Neubau-Auftrages an die privatisierte Vorarlberg Lines-Bodenseeschifffahrt verkauft und in Bregenz stationiert. Am 29. April 2006 wurde die Bodan anlässlich der 35. Internationalen Flottensternfahrt mit einem Festakt im Hafen Bregenz in Alpenstadt Bludenz, benannt nach der Vorarlberger Stadt im Walgau umgetauft. Im Winter 2021/2022 kam die Alpenstadt Bludenz zur Revision in die Werft in Fußach und erhielt einen neuen Unterwasseranstrich. Gleichzeitig wurde die Inneneinrichtung erneuert.

## Quelle
- MS Bodan 1073.  Auf: bodenseeschifffahrt.de, abgerufen am 15. Jänner 2024.